# Alberto Delamare
Alberto Delamare (fl. XIX-XX secolo) è stato un calciatore italiano, di ruolo difensore.

## Carriera
Socio del Genoa, esordì con i Grifoni nel 1901 nella sconfitta per tre a zero in finale scudetto del 5 maggio 1901 contro il Milan. 
Giocò con i rossoblu anche la stagione seguente, vincendo il campionato giocando nelle fasi eliminatorie. Tra l'altro, il 9 marzo di quell'anno, partecipò al primo derby di Genova. La partita, che era valida per le eliminatorie della Liguria, terminò con l'affermazione genoana per 3-1.
Nel 1903 passò all'altro club cittadino, la Andrea Doria. Con la sua nuova società giocò un solo incontro, disputato il 15 marzo, valevole per il terzo turno della stagione. L'incontro terminò con una sconfitta per sette a uno contro la Juventus. Quella con i biancoblu genovesi fu l'ultima esperienza agonistica.

## Palmarès

### Calciatore

#### Club

##### Competizioni nazionali
- Campionato italiano: 1

Genoa: 1902